# Jacques Lüthy
Jacques Lüthy, född 11 juli 1959 i Charmey, är en schweizisk före detta alpin skidåkare.
Lüthy blev olympisk bronsmedaljör på slalom vid vinterspelen 1980 i Lake Placid.